# Voz por WLAN

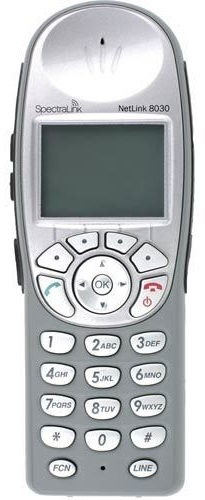
SpectraLink 8030 NetLink Kirk Telecom OEM 2007:
Polycom, Nortel, Avaya, Alcatel, Nec, Lucent VoWLAN teléfono.

Voz por LAN inalámbrica (VoWLAN, también VoWiFi) es el uso de una red de banda ancha inalámbrica según los IEEE 802.11 estándares por el propósito de conversación vocal. En esencia, es voz por IP (VoIP) sobre una red de Wi-Fi. En la mayoría de casos, la red de Wi-Fi y los componentes de voz que apoyan el sistema de voz son de propiedad privada.
VoWLAN Puede ser conducido sobre cualquier dispositivo accesible de Internet, incluyendo un portátil, PDA o VoWLAN, unidades que miran y funcionan cómo DECT y teléfonos móviles. Solo cómo IP-DECT, el VoWLAN tiene ventajas principales por los consumidores, haciendo más económicas las llamadas locales e internacionales, llamadas gratuitas a otras unidades VoWLAN y una facturación simplificada integrada de los dos teléfonos y proveedores de servicio de Internet.
A pesar de que VoWLAN y 3G tienen ciertos parecidos, VoWLAN es diferente en el sentido que utiliza una red de internet inalámbrica (típicamente 802.11) en vez de una red celular. Ambos, VoWLAN y 3G, son utilizados de maneras diferentes, a pesar de que con un femtocell los dos pueden proporcionar un servicio similar a los usuarios y se pueden considerar alternativas.

## Aplicaciones
Para una organización de ubicación se habilita el uso de una red Wi-Fi existente por bajo, o no, coste de uso en comunicación VoIP (por lo tanto VoWLAN) en una manera similar por sistema radiofónico móvil terrestre o sistemas de walkie-talkie y canales de emisión de emergencia. Son también utilizados a través de ubicaciones múltiples por trabajadores móviles como conductores de reparto. Estos trabajadores necesitan aventajarse de los tipos de servicios 3G, por lo cual una empresa proporciona acceso a datos entre los dispositivos de mano y las empresas de red back-end.

## Beneficios
Una voz en un sistema de WLAN ofrece muchos beneficios a organizaciones, como hospitales y almacenes. Tales ventajas incluyen movilidad aumentada y ahorros. Por ejemplo, las enfermeras y los doctores dentro de un hospital pueden mantener comunicaciones de voz a cualquier tiempo a menos coste, comparado con un servicio telefónico.

## Tipo
1. Extensión en la red celular que utiliza Red de Acceso Genérico o Unlicensed Acceso Móvil (equivalente, pero el término más comercial).
2. Red local independiente de empresa telefónica.

## Consideraciones de diseño
Una red de Wi-Fi que da apoyo a la telefonía de voz tiene que tener en cuenta el diseño, de una manera que maximice el rendimiento y sea capaz de apoyar a la densidad de llamada aplicable. Una red de voz incluye caminos de llamada, además de los puntos de acceso del Wi-Fi. Los caminos proporcionan a la llamada la opción de ser manejada entre teléfonos de IP inalámbrico y conexiones a sistemas telefónicos tradicionales. La red de Wi-Fi que da apoyo a aplicaciones de voz tiene que proporcionar más cobertura de señal de la que es necesaria para la mayoría de aplicaciones de datos. Además, la red de Wi-Fi debe proporcionar un itinerario perfecto entre puntos de acceso.

## Servicio comercial
Uno de los atractivos de VoWLAN es que utiliza ampliamente la red de Wi-Fi disponible y, como tal, puede ser utilizado sin implicar un proveedor de servicio (p. ej. un cliente de Skype en un portátil conectado a Internet a través de Wi-Fi).  Aun así, hay operadores de red que utilizan esta tecnología como parte de su oferta de servicio, normalmente utilizando acceso móvil sin licencia para repartir servicio de voz en casa. Los ejemplos incluyen T-Mobile @Hombre en los EE. UU., o Orange's, servicio de UNIK en Francia.

## Alternativas
Dentro de muchos contextos, un femtocell utilizando tecnología celular para conectar a terminales estándares, puede ser considerado un alternativo a VoWLAN.